# Armoiries de la Slovaquie
Le blason de la Slovaquie est de gueules à la double croix d'argent sur le pic central d'un groupe de trois collines d'azur. C'est l'un des quatre symboles officiels de la République slovaque.

## Histoire
| Armoiries actuelles de la Hongrie, à gauche, les bandes horizontales de la dynastie Árpád : quatre d'argent et quatre de gueules, à droite, trois collines de sinople surmontées d'une double croix d'argent sur fond de gueules, dont la base est entourée par une couronne d'or placée sur la colline du milieu, la plus haute des trois. | Couverture des statuts de la matica slovenská avec en son centre dans un ovale trois collines azur surmonté d'une croix d'argent à double bras sur fond gueules |
| Armoiries actuelles de la Hongrie | Couverture des premiers statuts de la matica slovenská (1863)                                                                                                   |

La croix présente sur les armoiries serait d'origine byzantine, le roi Béla III (1171 – 1196) reçut une éducation à la cour de l'empereur de Constantinople et fut le premier à utiliser le symbole de la double croix sur le territoire du royaume de Hongrie. À partir du XIVe siècle, la double croix déposée sur trois collines devint le symbole de la Haute-Hongrie et progressivement des Slovaques qui formaient la majorité de la population de cette partie du royaume, Ce symbole est toujours présent sur les armoiries actuelles de la Hongrie reprenant les couleurs du drapeau national hongrois rouge-blanc-vert.

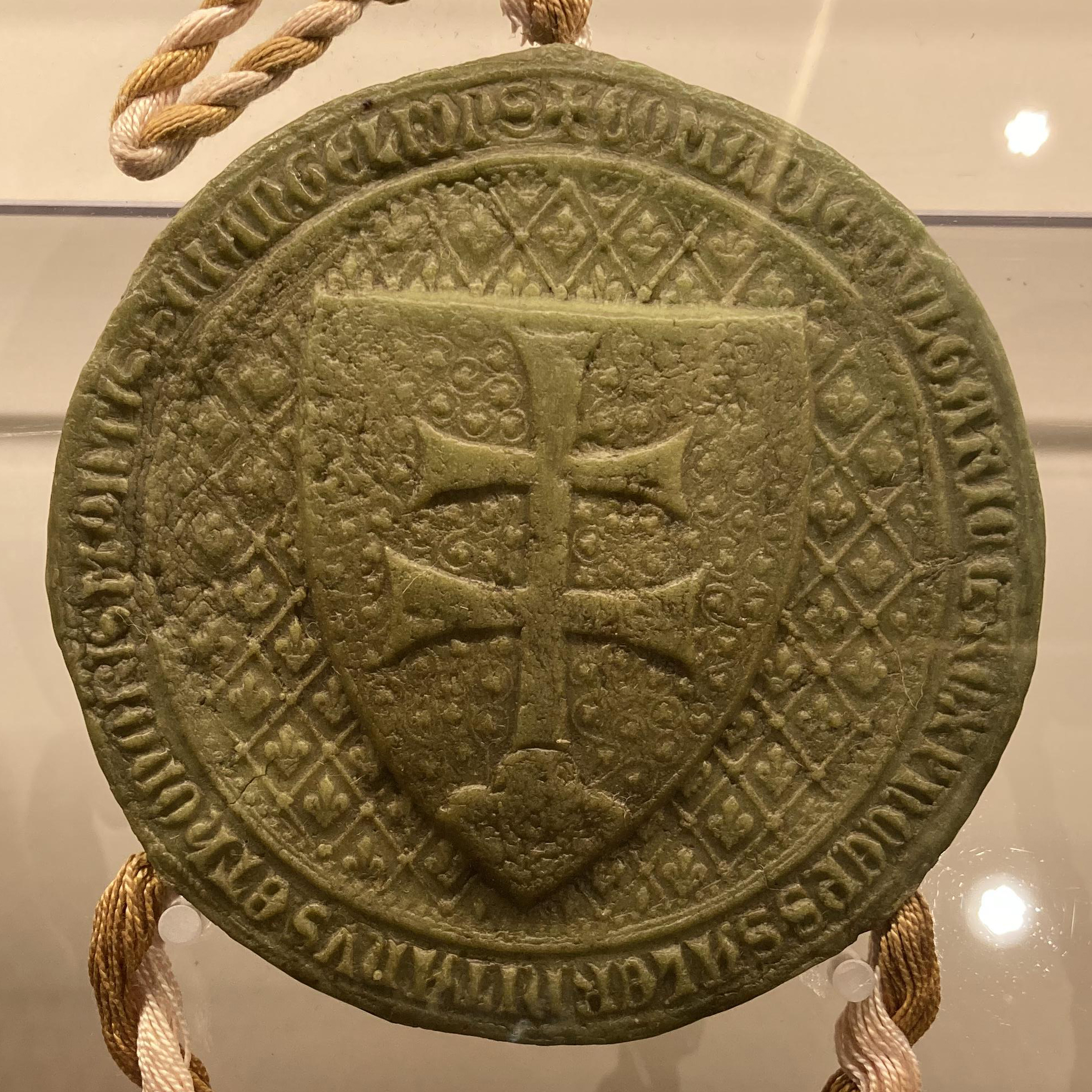
Revers du deuxième double sceau (1366-1382) du roi Louis Ier de Hongrie (1342-1382). La conception moderne des armoiries de la Slovaquie par Ladislav Čisárik s'inspire de ce sceau hongrois médiéval.
Armoiries de la première République slovaque  (19391945)
Symbole de la République socialiste slovaque fut intégré dans les armoiries tchécoslovaque (19601990)

Armoiries slovaques dans les armoiries tchécoslovaque jusqu'en 1960
Armoiries slovaques dans les armoiries tchécoslovaques  1960-1990
Centre des grandes armoiries tchécoslovaques de l'entre-deux-guerres
Grandes armoiries tchécoslovaques de l'entre-deux-guerres

## Symbolisme
La symbolique actuelle est la suivante ;
La double croix représente les trois saints les plus importants du pays : saint Benoît de Nursie, saint Cyrille et saint Méthode. Les trois collines représentent d'autres symboles du pays, les monts Tátra, Fátra et Mátra (ce dernier est actuellement situé en Hongrie).